# Aldo Costa
Aldo Costa, nacido el 5 de junio de 1961, es un ingeniero italiano. Fue director técnico de la Scuderia Ferrari desde 2007 hasta 2011.
Costa nació en Parma. Después de la escuela, continuó estudiando y se graduó en ingeniería mecánica en la Universidad de Bolonia.
Costa comenzó su carrera en la Fórmula 1 como jefe de diseño del equipo Minardi en el año 1988 y se convirtió en el director técnico en 1989 después de que Giacomo Caliri, exdirector técnico, abandonara el equipo. Costa se unió a Ferrari en el año 1995 y en 1998 se convirtió en el asistente del jefe de diseño del equipo, Rory Byrne. Cuando Byrne anunció su intención de retirarse del equipo en el año 2004, Costa fue nombrado su sucesor. Byrne acreditó el diseño del Ferrari F2005 a Costa.
Antes de la temporada 2006 de Fórmula 1, Aldo Costa fue ascendido a jefe de diseño y desarrollo de la Scuderia Ferrari, así como el equipo anunció a Nicholas Tombazis como su nuevo jefe de diseño.
El 12 de noviembre de 2007, Ferrari anunció una reestructuración interna por la cual Aldo Costa tomaba el rol de director técnico de la escudería. En 2007 y 2008, Ferrari ganó un campeonato de pilotos y dos de constructores.
Aldo Costa renunciaría el 24 de mayo de 2011 a su puesto como director técnico del equipo, debido al pobre arranque de la temporada para la Scuderia y la notoria inferioridad de la Ferrari 150º Italia frente a sus competidores por el título.
En septiembre de 2011, se anuncia su llegada a Mercedes como nuevo director de ingeniería.